# Mario Kart 8
Mario Kart 8 (яп. マ リ オ カ ー ト 8 Маріо Ка: то: Еіто?) — це відеогра в жанрі автосимулятор, восьма в серії Mario Kart. Вихід гри відбувся 29 травня 2014 в Японії, 30 травня 2014 року в Європі і Північній Америці і 31 травня 2014 року в Австралії ексклюзивно для Wii U.

## Ігровий процес
Гра являє собою автосимулятор, в якому персонажі всесвіту Маріо беруть участь в гонках на картах. Ігровий процес Mario Kart 8 не зазнав значних змін, гравець також їде по трасі збираючи предмети і використовуючи їх проти опонентів з метою дістатися до фінішу першим. Гравець може змінювати зовнішній вигляд і характеристики карта персонажа. Основний новою функцією в грі стала антигравітація, гонщики здатні на певних ділянках траси їхати по стінах і навіть стелі. Під час режиму антигравітації зіткнення з суперником або спеціальним бампером надає гонщику додаткове прискорення. У грі з'явилися нові персонажі — міньйон Боузер (Венді, Леммі, Ларрі, Людвіг, Іггі, Рой і Мортон), малятко Розаліна і Піч з рожевого золота. У грі з'явився ряд нових предметів, які можуть бути використані як для атаки, так і для захисту, серед яких: квітка-бумеранг, рослина-піранья, супергудок і божевільна вісімка.